# Toba Tek Singh (distrikt)

Karta över provinsen Punjag med distriktet Toba Tek Singhs markerat (rött).

Toba Tek Singh (urdu: ضلع ٹوبہ ٹیک سنگھ) är ett distrikt i pakistanska provinsen Punjab. Befolkningen uppgick 1998 till drygt 1,6 miljoner personer. Huvudort är Toba Tek Singh.

## Administrativ indelning
Distriktet är indelat i tre Tehsil.
- Gojra Tehsil
- Kamalia Tehsil
- Toba Tek Singh Tehsil